# 馮小燕
馮小燕（1985年11月19日—），香港民主派人士，前朱凱廸新西團隊及離島連線成員。在反對明日大嶼願景行動中，馮小燕是守護大嶼聯盟的義工，代表該組織舉辦社區導賞、向大眾介紹文化歷史保育等。

## 地區工作／經歷

### 早年經歷
馮小燕早年居住在廣東農村，後來移居至香港東涌生活。2011年起於議會及社區工作，自2015年起成為「守護大嶼聯盟」義工。

### 政治主張
馮小燕倡議以「社區自救」為本，鼓勵居民自發、帶動社區經濟、開創社區報、培訓地區工作者、共享社區耕種等。

### 參與2019年香港區議會選舉
4月7日，「風雲計劃」的發起人戴耀廷於離島區發起「社區民主毅行」，參與者包括居住在東涌的馮小燕，她表示會考慮以獨立身份參與年底的區議會選舉，並開展社區工作。在2019年香港區議會選舉中，以二百四十票之差敗於鄉事派余漢坤。

### 歷屆選舉結果
| 政党   | 政党           | 候选人    | 票数  | %     | ±      |
| ------ | -------------- | --------- | ----- | ----- | ------ |
|        | 無黨派         | ①. 余漢坤 | 2,873 | 51.98 | 不適用 |
|        | 無黨派         | ②. 何恩清 | 21    | 0.38  | 不適用 |
|        | 朱凱迪新西團隊 | ③. 馮小燕 | 2,633 | 47.64 | 不適用 |
| 多数票 | 多数票         | 多数票    | 240   | 4.34  | 不適用 |

### 參與2020年香港立法會選舉

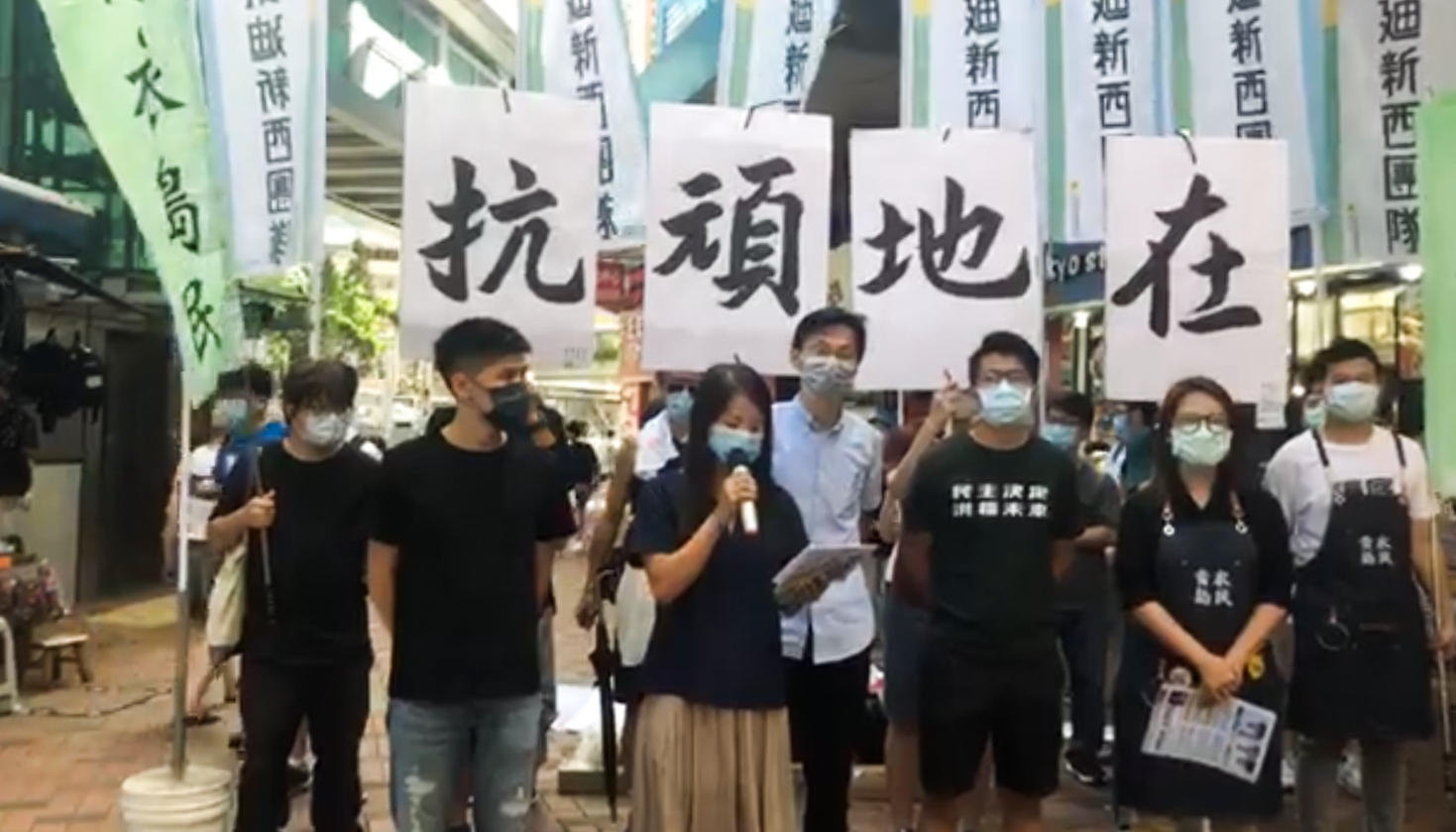
6月20日，朱凱迪和岑敖暉在荃灣宣佈參選

在2020年香港立法會選舉中，現任立法會議員朱凱廸在荃灣宣佈循新界西地區直選爭取連任，馮小燕為名單中順位第三名。

## 相關
- 朱凱廸新西團隊
- 離島連線

## 資料來源與註釋
1. ↑  . 2019 District Council Election. 2019-11-25  [2019-12-30]. （原始内容存档于2020-01-02）. （页面存档备份，存于）
2. 1 2  .   [2020-06-20]. （原始内容存档于2020-07-02）. （页面存档备份，存于）
3. ↑  . 香港獨立媒體網.   [2019-04-12]. （原始内容存档于2019-12-02） （中文（香港））. （页面存档备份，存于）
4. ↑  . 蘋果日報. 2020-06-20  [2020-07-14]. （原始内容存档于2020-06-23） （中文（香港））. （页面存档备份，存于）

## 外部連結
- 大嶼小燕 Lantau Siu Yin的Facebook專頁
- 朱凱廸新西團隊（页面存档备份，存于）